# Xanthopimpla densa
Xanthopimpla densa là một loài tò vò trong họ Ichneumonidae.